# Гонконгский баптистский университет
Гонконгский баптистский университет (香港浸會大學, Hong Kong Baptist University или HKBU) — общественный университет с принципами христианской этики, расположенный в Гонконге (на эмблеме университета изображена Библия). Согласно различным рейтингам, Гонконгский баптистский университет входит в число 50 лучших университетов Азии и в число 300 лучших университетов мира, а университетская Школа коммуникаций — в число 10 лучших школ журналистики Азии. 

## История
Основан в 1956 году американскими баптистами как Гонконгский баптистский колледж. В 1992 году при колледже был открыт Центр прикладной этики. В 1994 году был аккредитован как университет и соответственно поменял своё название. 
В 2005 году Гонконгский баптистский университет и Пекинский педагогический университет открыли в Чжухае Объединенный международный колледж — первое и единственное учреждение высшего образования, основанное в результате сотрудничества между университетом материкового Китая и гонконгским университетом.
Среди выпускников университета — кинорежиссёр и продюсер Стэнли Кван.

## Структура
В состав университета входят: 
- Факультет искусств (департаменты китайского языка и литературы, английского языка и литературы, гуманитарных наук и творческого письма, музыки, религии и философии, центр перевода и языковой центр)
- Факультет наук (департаменты биологии, химии, физики, математики, компьютерных наук)
- Факультет социальных наук (департаменты изучения образования, изучения правительства и международных дел, географии, истории, физического образования, социологии, социальной работы)
- Школа бизнеса (департаменты бухгалтерии и законодательства, экономики, финансов, менеджмента, маркетинга)
- Школа коммуникаций (департаменты изучения коммуникаций, журналистики)
- Школа последипломного образования (колледж международного образования)
- Школа китайской медицины
- Школа креативных искусств 
  - Академия кино
  - Академия музыки
  - Академия изобразительных искусств

## Кампус
У Гонконгского баптистского университета пять основных кампусов: Ho Sin Hang Campus (1966), Shaw Campus (1995), Baptist University Road Campus (1998), Kai Tak Campus (2005) и Shek Mun Campus (2006). Первые три кампуса расположены в районе Коулун-Тхон, Kai Tak Campus — на территории бывшего аэропорта Кайтак, Shek Mun Campus — в районе Сатхинь.
Важнейшими строениями являются Academic Community Hall, открытый в 1978 году, Academic and Administrative Building, где размещаются лекционные залы, офисы и Европейский центр документации, Communication and Visual Art Building, где базируются Школа коммуникаций и Академия визуальных искусств, Au Shue Hung Memorial Library Building, где размещается университетская библиотека, Jockey Club of School of Chinese Medicine Building, где базируются Школа китайской медицины и медицинская библиотека, Madam Chan Wu Wan Kwai School of Continuing Education Tower, где базируются Школа последипломного образования и Колледж международного образования, Jockey Club Creative Arts Centre, открытый в 2008 году. Крупнейшие студенческие общежития расположены в Baptist University Road Campus. 
С Гонконгским баптистским университетом аффилированы начальная и средняя школы.